# Верхня Платовка
Верхня Пла́товка (рос. Верхняя Платовка) — село у складі Новосергієвського району Оренбурзької області, Росія.

## Населення
Населення — 230 осіб (2010; 284 у 2002).
Національний склад (станом на 2002 рік):
- росіяни — 84 %